# Peccato che sia femmina
Peccato che sia femmina (Gazon maudit) è un film del 1995 diretto e interpretato da Josiane Balasko.

## Trama
Laurent e Loli vivono come una coppia sposata nel sud della Francia con i loro figli. Laurent è un agente immobiliare e Loli è una casalinga. Laurent ha relazioni sessuali extraconiugali che tiene nascoste alla compagna.
Un giorno un autobus si ferma davanti alla casa della coppia. L'autista è Marijo, un'idraulica lesbica sulla quarantina. Marijo chiede a Loli se può usare il telefono a casa sua, permesso concessole da Loli che, in cambio, le chiede una riparazione dei danni causati dall'acqua. Tra le due donne si sviluppa una relazione, di cui Laurent viene a conoscenza. Egli è indignato come marito, ma successivamente il suo conoscente Antoine riferisce a Loli le relazioni extraconiugali di Laurent. Così la storia d'amore tra le due donne si consolida e Marijo si trasferisce da Parigi a casa di Loli e Laurent.
Antoine suggerisce a Laurent di nascondere il suo rancore nei confronti di Marijo e di aspettare che la relazione della sua compagna con Marijo finisca. Laurent è d'accordo e in casa si sviluppa un ménage à trois idilliaco. La strategia di Laurent è efficace, soprattutto dopo che un'altra coppia lesbica, vecchie amiche di Marijo, è venuta a visitare la casa. Mentre Laurent accoglie la coppia, Loli diventa sempre più nervosa e gelosa.
Marijo si rende conto che la situazione nella famiglia che la ospita non è più armoniosa. Un giorno, mentre Loli non è in casa, Marijo fa un patto con Laurent: suggerisce che lei rimanesse incinta di lui, uscirebbe dalla sua vita e porrebbe fine alla relazione con Loli. Laurent è d'accordo e va a letto con Marijo, che desidera un bambino da anni. Rispettando il patto, lascia la casa e torna a Parigi. Intanto Laurent e Loli provano a "ricucire" la loro vita coniugale, anche se la loro relazione è profondamente cambiata.
Otto mesi dopo, Loli viene a sapere che Marijo vive a Parigi ed è incinta. Loli è sorpresa e scioccata. Convince Laurent, in un primo tempo riluttante, a recarsi a Parigi con lei e ad andare a trovare Marijo, che nel frattempo lavora come deejay in una discoteca per sole donne. La loro intrusione provoca una lite con Fabienne, vecchia fiamma di Marijo e proprietaria del club, che la licenzia. Loli e Laurent la riportano a casa loro, dove lei ha la sua bambina.
Il ménage à trois viene ristabilito, con le due madri che si prendono cura dei loro figli. Mentre Laurent va a comprare una casa più grande, trova il venditore, uno spagnolo aitante di nome Diego, nella sua piscina. I due poi condividono una colazione mentre si guardano intensamente negli occhi.

## Riconoscimenti
- 1996 - Premio César
  - Miglior sceneggiatura
- 1996 - Premio Lumière
  - Migliore sceneggiatura